# Spy vs. Spy (игра, 1984)
Spy vs. Spy или MAD Magazine’s Official Spy vs. Spy — компьютерная игра, впервые опубликованная First Star Software в 1984 году для 8-битных компьютеров Atari, Commodore 64 и Apple II. Это была инновационная игра для двух игроков с разделённым экраном, основанная на комиксе журнала MAD Magazine Spy vs. Spy о комических приключениях двух шпионов, пытающихся убить друг друга невероятно сложными и изощрёнными ловушками и вооружением.
Игра была портирована на большое число других платформ, включая ZX Spectrum, Acorn Electron, Atari ST, BBC Micro, Commodore 16, MSX, Amstrad CPC, Amiga, Master System, Game Boy, Xbox, Game Boy Color и Nintendo Entertainment System. Ремейк, включавший ретро-версию, также был выпущен для iOS в 2012 году.

## Игровой процесс
Целью игры является убить противника как можно больше раз, собрав все предметы, которые необходимы для того, чтобы выйти из игры, прежде чем истечёт таймер. У каждого шпиона есть свой таймер с обратным отсчётом. Когда шпиона убивают, он теряет все предметы и должен подождать некоторое время, в течение которого таймер убывает с более высокой скоростью.
Местом действия является посольство, состоящее из ряда соединённых друг с другом комнат, формирующих решётку. На более высоких уровнях больше комнат и, следовательно, игровая область на них также имеет больший размер. Помимо рукопашного боя, шпионы могут располагать на мебели и дверях ловушки. Эти ловушки срабатывают, когда шпион противника обыскивает мебель в поисках предмета или открывает дверь. В результате показывается мультфильм, в которой неудачливый шпион взрывается, его бьёт током и т. д. и в итоге он взлетает на небеса в форме ангела. Эта игра представляет собой пример широкого жанра «замани их в ловушку», другими примерами которого являются игры Heiankyo Alien (1979), Space Panic (1980) и Lode Runner (1983).

## Восприятие
Версия для ZX Spectrum заняла 20-е место в списке Your Sinclair Official Top 100 Games of All Time.